# ویزبه ۶۱۰۲
سیارک ۶۱۰۲ (به انگلیسی: 6102 Visby، نامگذاری:1993FQ25) شش هزار و صد و دومین سیارک کشف شده‌است که در ۲۱ مارس ۱۹۹۳ کشف شد.
قدر مطلق سیارک برابر ۱۳٫۹۰ است.